# Mumtaz Al Bahra
Mumtaz Al-Bahra (arabe : مُمتاز البَحرة) est un artiste syrien, né d'une famille damascène le 9 mai 1938 à Alep et mort le 16 janvier 2017 à Damas,.

## Biographie
Il a étudié l'art en Égypte à l'École des Beaux-Arts du Caire, à l'époque de la République arabe unie entre l'Égypte et la Syrie,, avec ses collègues syriens tels que Nazir Nabaa et Ghazi Al-Khalidi.

## Œuvres

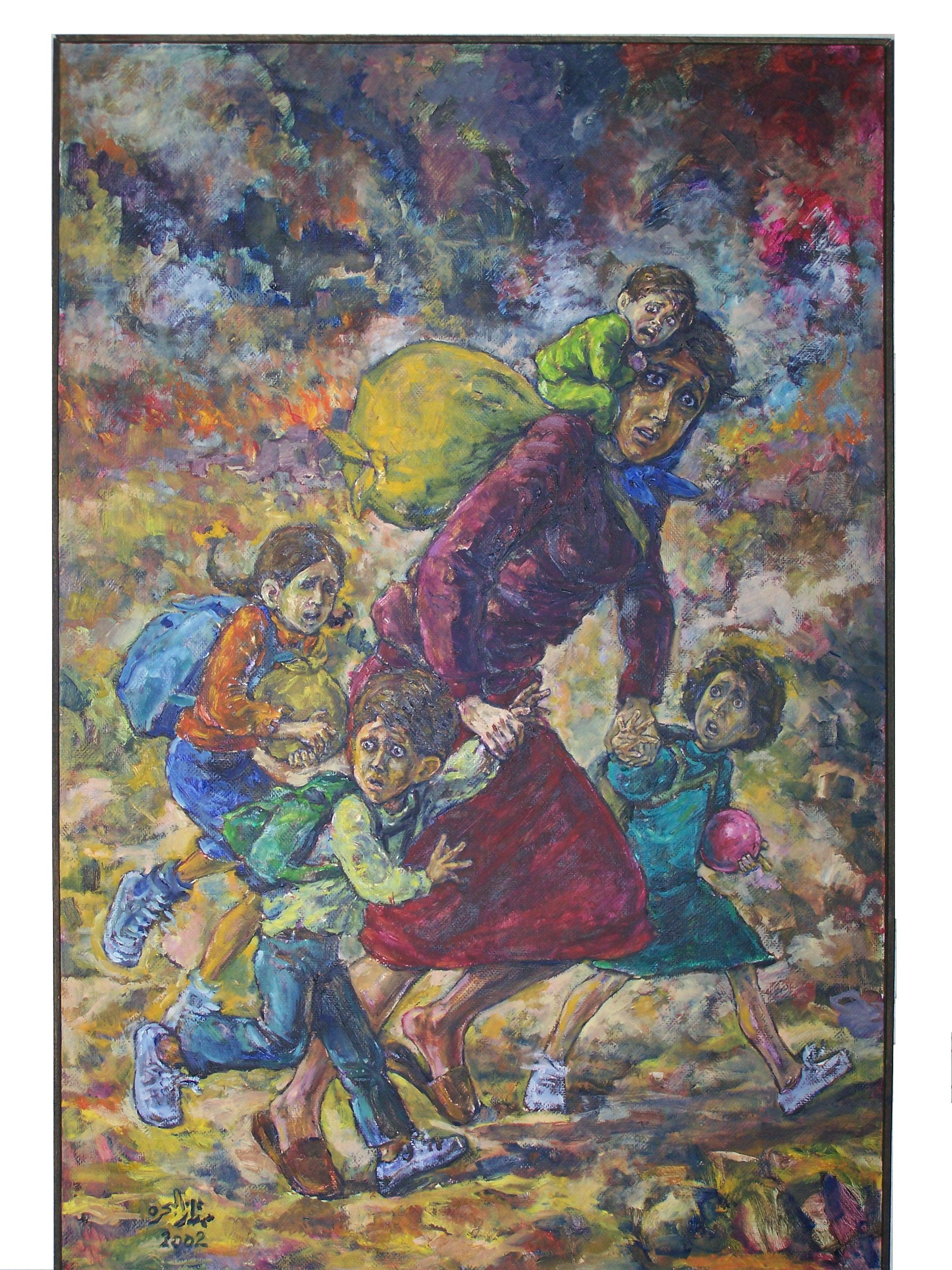
Mumtaz Albahra 2002

Il est considéré comme le père spirituel du magazine Osama, qu'il a fondé à Damas en 1969 avec le dramaturge Saadallah Wannous et le narrateur Zakaria Tamer. Il est aussi le fondateur du magazine The Arab Child, publié à Damas par le Ministère syrien de la Culture.
Il est connu en Syrie pour ses personnages de Rassem et Rabab, créés pour les livres scolaires de 1972 à 2002,.